# Murray Field Airport
Murray Field Airport är en flygplats i Australien. Den ligger i kommunen Murray och delstaten Western Australia, omkring 62 kilometer söder om delstatshuvudstaden Perth.
Närmaste större samhälle är Mandurah, omkring 11 kilometer väster om Murray Field Airport. 
Trakten runt Murray Field Airport består till största delen av jordbruksmark. Runt Murray Field Airport är det mycket glesbefolkat, med 5 invånare per kvadratkilometer. Genomsnittlig årsnederbörd är 1 043 millimeter. Den regnigaste månaden är maj, med i genomsnitt 187 mm nederbörd, och den torraste är februari, med 6 mm nederbörd.